# Медаља за спомен на двадесет пету годишњицу ослобођења Јужне Србије
Медаља за спомен на двадесет пету годишњицу ослобођења Јужне Србије је основана 1937. године у спомен на 25. годишњицу ослобођења јужне Србије (данашње Македоније).

## Истоpија
После слома Османског царства, лондонским и букурешким уговором из 1913. године успостављене су нове границе, а територија јужне Србије прикључена Краљевини Србији.  Прославом одржаном у Скопљу 26. и 27. октобра 1937. године свечано је обиљежена двадесет пета годишњица ослобођења "јужне Србије", тј. Македоније и Косова од Турске (1912-1937.). Учесници прославе добили су јубиларну споменицу, која се носила на троугластој траци црвене боје.

## Изглед
Споменица је кована од бронзе и позлаћена је, пречника 32 милиметра. Има необичан облик. Лучним засијецањем медаље добијен је стилизовани крст. У средини споменице су главе владара Петра I и његовог сина Александра I Карађорђевића. Уз ивицу споменице је натпис: ПРОСЛАВА ДВАДЕСЕТПЕТОГОДИШЊИЦЕ ОСЛОБОЂЕЊА ЈУЖНЕ СРБИЈЕ. Испод краљевских глава је сигнатура произвођача: КОВНИЦА А. Д. фл. На наличју је симболичан приказ ослобођења: мач пресијеца ланац, а у позадини се рађа сунце. У горњем дијелу уз руб су године: 1912/1937. Аутор идејног нацрта за споменицу је београдска сликарка Нада Дорошки.